# Karl Rydin
Karl Rudolf Rydin, född 20 november 1854 i Borås, Älvsborgs län, död 9 september 1912 i Saltsjöbaden, Nacka församling, var en svensk jurist och kammarråd. 

## Biografi
Rydin utsågs till landshövding på Gotland, men hade bara hunnit vara landshövding i tre år och riksdagsman i mindre än ett år när han avled sensommaren 1912.